# Símbols nacionals de Taiwan
Taiwan ha estat governat per diversos règims al llarg de la seva història. Des de 1945, l'illa està governada per la República de la Xina (ROC, acrònim de l'anglès Republic of China).
La República de la Xina va ser el govern del conjunt de la Xina des de 1912 fins a 1949, quan aquest govern va fugir a Taiwan durant la Guerra Civil Xinesa. La ROC avui només controla Taiwan, Penghu, Kinmen, Matsu i les illes més petites properes. El país avui s'anomena comunament Taiwan.
Tanmateix, la República de la Xina reclama tota la Xina com el seu territori, de manera que alguns dels seus símbols oficials representen el conjunt de la Xina.

## Símbols de la República de la Xina
| Símbol                  | Imatge                                                         | Descripió |  |
| ----------------------- | -------------------------------------------------------------- | --- |  |
| Bandera nacional        | Bandera de la República de la Xina                             | La bandera de la República de la Xina es va adoptar l'any 1928 i també es coneix com "Cel blau, Sol blanc i Terra completament vermella". Es va utilitzar per primera vegada com a bandera del govern a l'exili de Sun Yat-sen a Tòquio. La bandera no s'ha utilitzat a la Xina continental, excepte en alguns museus i llocs històrics, des del trasllat del govern de la ROC a Taiwan i l'establiment de la República Popular de la Xina. Com que el costat de la bandera taiwanesa conté la bandera del Kuomintang, Partit de la Coalició Pan-Blava, els partidaris de la Coalició Pan-Verda no la fan servir. |  |
| Bandera nacional        | Bandera olímpica del Taipei Xinès                              | Des de l'admissió de la Xina al Comitè Olímpic Internacional, Taiwan no pot utilitzar la seva pròpia bandera als Jocs Olímpics. El país, als JJOO, s'anomena Taipei Xinès i utilitza aquesta bandera. La bandera és blanca amb una vora blava-blanc-vermella, dins de la qual l'emblema nacional de Taiwan es troba per sobre del símbol olímpic. |  |
| Emblema nacional        | Cel blau amb sol blanc                                         | L'Emblema Nacional de Taiwan es va adoptar el 1947. El seu disseny es deriva del cel blau amb un emblema del Sol Blanc del Kuomintang; l'única diferència entre l'emblema nacional de Taiwan i el del KMT és el marge blau fora de les puntes de l'estrella. Com que s'assembla tant a l'emblema del KMT, no els agrada a les faccions independentistes de Taiwan. |  |
| Himne nacional          | "Himne nacional de la República de la Xina"                    | L'himne nacional es va adoptar informalment el 1937 i formalment el 1943. L'himne també es coneix com el San Min-chui (els Tres principis del poble) i va ser derivat del discurs de Sun Yat-sen a la cerimònia inaugural de l'Acadèmia Militar de Whampoa. Parla de com la nació pot aconseguir l'estabilitat mitjançant els Tres Principis. L'himne de la bandera nacional es va adoptar l'any 1937. L'himne de la bandera també s'anomena "Cançó de la bandera nacional" i es canta quan s'aixeca l'estendart. Com que Taiwan té prohibit utilitzar tant la bandera com l'himne de Taiwan als Jocs Olímpics degut a la pressió xinesa, l'himne de la bandera s'utilitza en lloc de l'himne. L'"Himne de la Bandera Nacional" es va sentir per primera vegada als Jocs Olímpics quan Taiwan (com a Taipei Xinès) va guanyar una medalla d'or als Jocs Olímpics d'Estiu de 2004. |  |
| Segell nacional         | "Segell de la República de la Xina" "Segell d'Honor"           | El Segell de la República de la Xina és un segell governamental utilitzat amb finalitats estatals. El Segell d'Honor és un segell governamental utilitzat amb finalitats d’honorar persones o institucions. |  |
| Fundador del país       | Sun Yat-sen                                                    | Sun Yat-sen (1866–1925) esdevingué el primer president de la ROC l'any 1912. Va proposar els Tres principis del poble i les Tres Fases de la Reconstrucció Nacional, que va servir com a base de l'Expedició del Nord. És molt honorat tant a Taiwan com a la Xina: a Taiwan, els presidents presten jurament davant el retrat del Dr. Sun, que també es mostra durant les celebracions del Dia Nacional de la República de la Xina Xina, tant a Taiwan com a la Xina. |  |
| Moneda                  | Nou dòlar de Taiwan                                            | |  |
| Animal símbol de Taiwan | Ós negre de Formosa (Ursus thibetanus formosanus) (no oficial) | |  |
| Ocell símbol de Taiwan  | Garsa de Taiwan Faisà mikado                                   | |  |
| Arbre símbol de Taiwan  | Camforer (no oficial)                                          | |  |
| Peix símbol del país    | Salmó de Formosa (Oncorhynchus masou formosanus)               | |  |
| Flor símbol de la Xina  | Albercoquer japonès                                            | La flor d'albercoquer, malgrat ser conegut a Europa com un arbre de provinença japonesa, és un tema molt recurrent a la pintura i la poesia tradicionals xineses, com a l'Àsia oriental i Vietnam. La triple agrupació d'estams representa els Tres principis del poble, mentre que els cinc pètals simbolitzen les branques del govern: Yuan Executiu, Legislatiu, Judicial, d'Examinació i de Control. |  |
| Calendari               | Calendari de la República de la Xina                           | L'any 1912 (el primer any de la República de la Xina després de la Revolució Xinhai l'any abans) marca l'inici del calendari republicà (min-guo). El calendari segueix el patró tradicional de l'any de regnat dels emperadors xinesos, també anomenat nom de l'era xinesa. Un cop s'inaugura un nou govern a la Xina, l'any es torna a 1, és a dir, el primer any d'aquesta època. L'any 2019 és l'any 108 de l'era republicana, per la qual cosa és min guo 108 nian. Alguns legisladors han suggerit l'abolició d'aquest sistema cronològic. |  |